# Sanda
Sanda (散打) o sanshou (散手), literalmente: "combate libre", es un estilo de kick boxing chino, y la modalidad deportiva y competitiva del kung-fu (arte marcial chino), en su versión deportiva o wushu en la modalidad de "combate", compuesta por las técnicas de golpes (de puño y pierna), de proyección (derivadas de lucha tradicional china shuai jiao y del sistema de palancas qin-na). Son estas técnicas de agarre y proyección, las que lo diferencian de otras formas de kick boxing y de otros deportes de combate. Los torneos de Sanda están reconocidos por la Federación Internacional de wushu como una de las dos modalidades que integran este deporte, junto con las formas o rutinas (taolu).

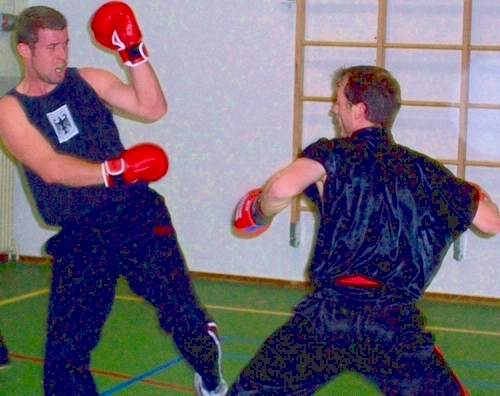
Luchadores alemanes en una lucha de Sanshou.

El Sanda fue desarrollado como una síntesis de las técnicas de kung-fu tradicionales, más concretamente de los torneos Lei Tai, pero con reglas para reducir la posibilidad de lesiones graves. El Sanda pone su énfasis en potenciar la habilidad de lucha en combate, más que en desarrollar la habilidad para conseguir formas elaboradas.
Por razones de seguridad, las normas de competición prohíben los golpes con los codos, así como las luxaciones a articulaciones pequeñas, y las estrangulaciones. Sin embargo, se puede obtener la victoria proyectando al oponente fuera del área de competición.
Los competidores pueden obtener la victoria por KO o por puntos (que obtienen por acertar un golpe al cuerpo o la cabeza), derribar al oponente, o expulsándolo fuera del área de competición. A los peleadores solo se les permite hacer el clinch (agarrarse) durante unos segundos. Si el clinch no se rompe por los combatientes, y si no tiene éxito en el derribe de su oponente dentro del límite de tiempo, el árbitro romperá el clinch. Los peleadores amateurs usan equipo de protección de pecho o peto. El "Sanda Amateur" permite patadas, puñetazos, rodillazos (no a la cabeza), y derribes. Una competición que tuvo lugar en China, llamada el "Rey de Sanda", se llevó a cabo en cuadrilátero similar en el diseño a un ring de boxeo, pero de mayor dimensión. Como profesionales, los peleadores no llevan equipo de protección, excepto los guantes, protector bucal y genital. “Sanda Profesional" permite golpes de rodilla (incluso a la cabeza), así como patadas, puñetazos y derribes. Algunos combatientes de Sanda han participado en torneos de lucha como el K-1 y el “Shoot Boxing”. Estos atletas han tenido cierto grado de éxito, sobre todo en las competiciones de Shoot Boxing, que es más similar a la Sanda. Debido a las reglas de la competencia de Kickboxing, los combatientes de Sanda están sujetos a más limitaciones que de costumbre. Además competidores notables en Artes Marciales mixtas, competiciones de artes marciales chinas, competición de pelea “Art of War” y “Ranik Ultimate Fighting Federation” son predominantemente deportistas que tuvieron relación con el wushu. El Sanda ha aparecido en muchas competiciones de estilo-contra-estilo. El Muay Thai se enfrenta con frecuencia contra Sanda así como Karate, Kickboxing, y Tae Kwon Do. Aunque es menos común, algunos practicantes de Sanda también han luchado en las competiciones mixtas estadounidenses de artes marciales.

## Categorías de peso
- Hasta 48 kg. (≤48kg)
- Hasta 52 kg. (desde 48 kg., ≤52 kg.)
- Hasta 60 kg. (desde 56 kg., ≤60 kg.)
- Hasta 65 kg. (desde 60 kg., ≤65 kg.)
- Hasta 75 kg. (desde 70 kg., ≤75 kg.)
- Hasta 80 kg. (desde 75 kg., ≤80 kg.)
- Hasta 85 kg. (desde 80 kg., ≤85 kg.)
- Hasta 90 kg. (desde 85 kg., ≤90 kg.)
- Más de 90 kg. (desde 90 kg., >200 kg.)